# شهرستان لنینسکی (استان ولگوگراد)
شهرستان لنینسکی (به لاتین: Leninsky District) یک شهرستان در روسیه است که در استان ولگوگراد واقع شده‌است.